# Й
Й, й, ou I curta é uma letra do alfabeto cirílico. Seu formato é, basicamente, o de uma letra И com uma braquia em cima. É a décima primeira letra do alfabeto russo, onde chama-se I kratkoe (И краткое) em russo. No alfabeto ucraniano, é a décima quarta letra. Chama-se Yot (Yot) ou Yi (Ий) em ucraniano. Representa a semivogal de pronúncia [j] (como em iate ou rei). Em sérvio e macedônico, a letra Ј é usada para representar esse som. É transliterado como y, j ou i.

## Codificação
| Codificação  | Caixa | Decimal | Hexa | Octal  | Binário          |
| Unicode      | Alta  | 1049    | 0419 | 002031 | 0000010000011001 |
| Unicode      | Baixa | 1081    | 0439 | 002071 | 0000010000111001 |
| ISO 8859-5   | Alta  | 185     | b9   | 271    | 0010111001       |
| ISO 8859-5   | Baixa | 217     | d9   | 331    | 0011011001       |
| KOI 8        | Alta  | 234     | ea   | 352    | 0011101010       |
| KOI 8        | Baixa | 202     | ca   | 312    | 0011001010       |
| Windows 1251 | Alta  | 201     | c9   | 311    | 0011001001       |
| Windows 1251 | Baixa | 233     | e9   | 351    | 0011101001       |

A codificação HTML é:
- &#1049; ou &#x419; para caixa alta; e
- &#1081; ou &#x439; para caixa baixa.